# Stephanopis stelloides
Stephanopis stelloides là một loài nhện trong họ Thomisidae.
Loài này thuộc chi Stephanopis. Stephanopis stelloides được Charles Athanase Walckenaer miêu tả năm 1837.